# Digama sinuosa
Digama sinuosa är en fjärilsart som beskrevs av George Francis Hampson 1905. Digama sinuosa ingår i släktet Digama och familjen björnspinnare. Inga underarter finns listade i Catalogue of Life.